# 克里斯蒂安 (黑森-萬弗里德-萊因費爾斯)
克里斯蒂安（德語：Christian von Hessen-Wanfried-Rheinfels，1689年7月17日—1755年10月21日），黑森-萬弗里德-萊因費爾斯伯爵，黑森-萬弗里德伯爵卡爾的幼子。

## 生平
克里斯蒂安是黑森-萬弗里德伯爵卡爾第二次婚姻的幼子，屬黑森王朝之庶系分支成員，他原本打算成為斯特拉斯堡的法政牧師，惟在1710年，時年21歲的他轉而選擇從軍——在黑森-卡塞爾軍隊服役，任至準將。